# (79144) Cervantes
(79144) Cervantes est un astéroïde de la ceinture principale.

## Description
(79144) Cervantes est un astéroïde de la ceinture principale. Il fut découvert par Eric Walter Elst le 2 février 1992 à l'observatoire de La Silla. Il présente une orbite caractérisée par un demi-grand axe de 2,64 unités astronomiques, une excentricité de 0,3324 et une inclinaison de 29,05 degrés par rapport à l'écliptique.
Il fut nommé en l'honneur de Miguel de Cervantes (1547-1616), romancier, poète et dramaturge espagnol, connu pour son roman Don Quichotte.

## Compléments